# 野口博司
野口 博司（のぐち ひろし）は、日本の薬学者（生薬学・生物分子科学）。学位は薬学博士（東京大学・1981年）。
東京大学薬学部講師、静岡県立大学薬学部教授、静岡県立大学大学院薬学研究科研究科長、静岡県立大学附属図書館館長、静岡県立大学薬学部学部長などを歴任した。

## 来歴

### 生い立ち
東京大学に進学し、薬学部の薬学科にて薬学を学んだ。1975年3月、東京大学を卒業した。そのまま東京大学の大学院に進学し、薬学系研究科にて学んだ。1976年3月、東京大学の大学院にて修士課程を修了した。1979年、同大学の大学院にて博士課程を退学した。なお、1981年9月になって、東京大学より薬学博士の学位を授与された。論文の題は「Germichrysoneを指標としたCassia torosa組織培養における二次代謝の研究とその応用」。

### 研究者として
1979年10月、母校である東京大学にて、薬学部の助手に就任した。1994年3月には、東京大学の薬学部にて講師に昇任した。なお、その間、1984年10月から翌年にかけて、カナダのアルバータ大学にて、化学科の博士研究員として研究に従事した。また、1985年10月から翌年にかけては、アメリカ合衆国のブラウン大学にて、化学科の博士研究員として研究に従事した。
1995年9月、静岡県立大学に転じ、薬学部の教授に就任した。同学部では、主として生薬学分野の講義を担当した。また、静岡県立大学の大学院においては、薬学研究科の教授も兼務した。なお、大学院の薬学研究科は、2012年に生活健康科学研究科と統合され、2研究院1学府に再編された。それにともない、大学院に新たに発足した薬学研究院の教授を兼務することになった。大学院では、主として薬食生命科学総合学府の生薬学教室の講義を担当した。また、2000年4月から2004年3月にかけては薬学研究科の研究科長を務め、2011年4月から2013年3月にかけては静岡県立大学附属図書館の館長を務めるなど、要職を歴任した。2013年4月には、今井康之の後任として、薬学部の学部長に就任した。2016年3月31日、静岡県立大学を定年退職した。

## 研究
専門は薬学であり、特に生薬学や生物分子科学といった分野の研究に従事した。具体的には、有用な植物の成分を探索するとともに、その成分を生成するメカニズムの解明に取り組んだ。それらのさまざまな知見を集積することで、生物多様性についてのライブラリの構築にも取り組んだ。そのほか、生合成工学についても研究していた。研究成果は論文として発表しているが、それ以外の著作としては、日本薬学会が編纂した書籍や山村庄亮と長谷川宏司が編纂した書籍への執筆や、ポール・デウィックの著書の翻訳なども手掛けている。また、これまでの「生薬有効成分とその生合成に関する研究」が評価され、2015年9月の日本生薬学会年会にて日本生薬学会賞を授与されている。
学会としては、日本薬学会、日本植物細胞分子生物学会、日本生薬学会、日本食品化学会、アメリカ化学会などに所属した。日本生薬学会では評議員、東海地区幹事、生薬天然物部会連絡委員などを務め、日本植物細胞分子生物学会、日本食品化学会では、それぞれ評議員を務めた。

## 人物
自身が研究する生薬学については、「生薬学とは、ヒトが天然資源に医薬を求めるのために作った文化だ」との持論がある。そのうえで、有機化学や分子生物学といった分野の手法を用いて、生薬学にアプローチしている。

## 略歴
- 1975年 - 東京大学薬学部卒業。
- 1976年 - 東京大学大学院薬学系研究科修士課程修了。
- 1979年 - 東京大学大学院薬学系研究科博士課程退学。
- 1979年 - 東京大学薬学部助手。
- 1984年 - アルバータ大学化学科博士研究員。
- 1985年 - ブラウン大学化学科博士研究員。
- 1994年 - 東京大学薬学部講師。
- 1995年 - 静岡県立大学薬学部教授。
- 1995年 - 静岡県立大学大学院薬学研究科教授。
- 2000年 - 静岡県立大学大学院薬学研究科研究科長。
- 2011年 - 静岡県立大学附属図書館館長。
- 2012年 - 静岡県立大学大学院薬学研究院教授。
- 2016年 - 静岡県立大学定年退職。
- 2016年 - 日本薬科大学薬学部教授

## 賞歴
- 2015年 - 日本生薬学会賞。

## 著作

### 執筆
- 日本薬学会編『自然が生み出す薬物』東京化学同人、2005年。ISBN 4807914561
- 山村庄亮・長谷川宏司編著『天然物化学』植物編、アイピーシー、2007年。ISBN 9784901493024

### 翻訳
- Paul M. Dewick著、海老塚豊監訳『医薬品天然物化学』南江堂、2004年。ISBN 4524402012